# کلیسای صلیب مقدس (تفلیس)
کلیسای صلیب مقدس (تفلیس) (ارمنی: Սուրբ Խաչ եկեղեցի (Թբիլիսի)؛ انگلیسی: Holy Cross) یا ارمنی: Վերայի Սուրբ Խաչ եկեղեցի؛ ارمنی: Սուրբ Պանտելեյմոն եկեղեցի یک کلیسا متعلق به کلیسای حواری ارمنی واقع در شهر تفلیس،  گرجستان می‌باشد. ساخت و ساز این ساختمان در سال ۱۸۵۰ میلادی؛ به پایان رسید. این بنا به سبک معماری ارمنی طراحی شده است.